# Anna Szergejevna Szeny
Anna Szergejevna Szeny cirill betűkkel: А́нна Серге́евна Сень (Krasznodar, 1990. december 3. –) olimpiai bajnok orosz kézilabdázó, jelenleg az orosz Rosztov-Don játékosa.

## Pályafutása

### Klubcsapatokban
Szeny szülővárosában, Krasznodarban kezdett kézilabdázni ahol nem csak az orosz első osztályban, hanem a Kupagyőztesek Európa-kupájában és az EHF-kupában is szerepet kapott, innen igazolt a bajnoki ezüstérmes Zvezda Zvenyigorodba, amellyel már a Bajnokok-ligájában is bemutatkozhatott, a bajnokságban pedig a negyedik helyen végzett. Egy szezon után a második helyezett Rosztov-Donhoz szerződött. Három itt töltött éve alatt két ezüstérmet és egy bronzot szerzett a bajnokságban. 2014-ben egy szezonra igazolt a Bajnokok-ligája címvédőjéhez a Győri Audi ETO KC-hoz, amellyel megnyerte a Magyar kupát, majd visszatért a Rosztov-Donhoz. Az orosz csapattal 2017-ben, 2018-ban, 2019-ben és 2020-ban bajnokságot tudott nyerni, illetve 2017-ben az EHF-kupában diadalmaskodott. 2018-ban és 2019-ben is sikerült bejutnia csapatával a Bajnokok Ligája Final Fourba, és az előbbi évben negyedik helyezett, míg az utóbbi évben döntős lett.

### A válogatottban
Játszott az orosz korosztályos válogatottakban, az ifjusági csapattal világbajnok lett, a junior korcsoportban pedig világbajnoki második és európa-bajnoki harmadik helyezett volt.
A felnőtt válogatottban a legnagyobb sikerét a 2016-os olimpiai győzelemmel érte el. Az olimpia után orosz állami kitüntetésben részesült, Vlagyimir Putyintól megkapta a Barátságért érdemrendet. A 2019-es világbajnokságon tagja volt a bronzérmes csapatnak, a torna során 35 gólt szerzett.
A 2020-as Európa-bajnokságot sérülés miatt ki kellett hagynia.

## Sikerei, díjai
- Olimpia győztes: 2016
- EHF-kupa győztes: 2017
- Orosz bajnokság győztese: 2017, 2018, 2019, 2020
- Magyar kupa győztes: 2015
- Bajnokok Ligája -döntős: 2019